# Розамънд Пилчър
Рòзамънд Пѝлчър (на английски: Rosamunde Pilcher, правилен правопис на собственото име по правилата за английско транскрибиране „Роузамънд“ (произношение)), с рождена фамилия Скот (Scott), е английска писателка, най-известна с обширните си романи, чието действие се развива в Корнуол. Нейните книги са продадени в над 60 милиона копия по целия свят. В началото на кариерата си публикува под псевдонима Джейн Фрейзър (Jane Fraser). В България е издавана с немското име Розамунде Пилхер.
През 2001 г. получава литературната награда „Корине“ за романа си „Зимно слънцестоене“.

## Биография
Родена е като Розамънд Скот на 22 септември 1924 г. в село Лилант, графство Корнуол, Англия, в семейството на Чарлз Скот, британски държавен служител, и Хелън Харви. Точно преди нейното раждане баща ѝ е командирован в Мианмар, докато майка ѝ остава в Англия. Учи в училище „Сейнт Клеър“ в град Пензанс и в училище „Хауъл“ в Ландаф близо до Кардиф, преди да отиде в Секретарския колеж на мис Кер-Сандърс.
От 1943 до 1946 г. служи в Женската кралска военноморска служба. На 7 декември 1946 г. се омъжва за Греъм Хоуп Пилчър, герой от войната и изпълнителен директор на индустрия за текстилни влакна, починал през март 2009 г. Те се преместват в град Дънди, Шотландия. Имат двама сина (единият от които – Робин Пилчър също е писател) и две дъщери.
Умира на 94-годишна възраст на 6 февруари 2019 г. в село Лонгфорган, Шотландия, след инсулт.

## Кариера
Започва да пише на 7-годишна възраст и публикува първия си разказ на 18 години.
През 1949 г. първата ѝ книга – любовен роман, е публикувана от изд. „Милс и Бун“ под псевдонима „Джейн Фрейзър“. Публикува още десет романа под това име. През 1955 г. започва да пише и под истинското си име със Secret to Tell . До 1965 г. изоставя псевдонима и се подписва собственото си име под всичките си романи.
Пробивът в кариерата ѝ идва през 1987 г. със семейната сага „Търсачите на миди“ ̟– 14-тият ѝ роман под собственото ѝ име. Творбата се фокусира върху възрастната британка Пенелопе Кийлинг, която преживява отново живота си в ретроспекции, и върху връзката ѝ с трите ѝ пораснали деца. Животът на Кийлинг не е  изключителен, но обхваща „време с огромно значение и промяна в света“. Романът описва ежедневните подробности за това какъв е животът по време на Втората световна война за част от жителите на Великобритания. Той е продаден в около 10 млн. копия и е преведен на повече от четиридесет езика. Адаптиран е за сцената от Терънс Брейди и Шарлот Бингам.
Твърди се, че Пилчър е сред най-добре печелещите жени във Великобритания до средата на 90-те години.
Другите ѝ големи романи включват „Септември“ (1990), „Завръщане у дома“ (1995) и „Зимно слънцестоене“ (2000).  През 1996 г. последният от трите печели Наградата за романтичен роман на годината на Асоциацията на писателите на романтични творби. Председателката на асоциацията през 2019 г. – писателката на романтични романи Кейти Форд смята Пилчър за „новаторка, тъй като тя бе първата, която представи семейните саги на широката публика“. Фелисити Брайън в своя некролог за в. „Гардиън“ пише, че Пилчър е извела романтичния жанр на „съвсем по-високо, по-остроумно ниво“; тя възхвалява работата ѝ за нейната „твърдост и безстрашна наблюдателност“ и коментира, че тя често е по-прозаична, отколкото романтична.
Пилчър се оттегля от писането през 2000 г. Две години по-късно, в Новогодишните отличия за 2002 г., тя е направена офицер на Ордена на Британската империя (OBE) за заслуги към литературата. През 2010 г. получава и почетната титла "доктор по право" от университета "Дънди".

### Телевизионни адаптации
Нейните книги са особено популярни в Германия, тъй като националният телевизионен канал Цет Де Еф е продуцирал повече от сто нейни истории като телевизионни филми, като се започне с „Денят на бурята“ през 1993 г. Тези телевизионни филми са едни от най-популярните програми на канала. От октомври 1993 до януари 2024 г. са излъчени 172 телевизионни филма по нейни творби с участието на британски и на немски актьори.
Пилчър е удостоена с Британската награда за туризъм през 2002 г. за положителния ефект, който книгите и адаптациите оказват върху туризма в Корнуол. Известни филмови локации включват Прайдо Плейс (Prideaux Place) – имение от XVI век близо до град Падстоу.

## Частична библиография

### Под псевдонима „Джейн Фрейзър“

#### Романи
- Half-Way To The Moon (1949)
- The Brown Fields (1951)
- Dangerous Intruder (1951)
- Young Bar (1952)
- A Day Like Spring (1953)
- Dear Tom (1954)
- Bridge of Corvie (1956)
- A Family Affair (1958)
- The Keeper's House (1963)
- A Long Way from Home (1963)

### Под името „Розамънд Пилчър“ (Розамунде Пилхер)

#### Романи
- A Secret to Tell (1955)
- On My Own (1965)
- Sleeping Tiger (1967)
- Another View (1969)
- The End of Summer (1971)
- Snow in April (1972)
Сняг през април, ИК „Труд“, София (2013), прев. Жана Тотева
- The Empty House (1973)
Празната къща, ИК „Труд“, София (2015), прев. Валентина Петрова
- The Day of the Storm (1975)
Бурен ден, ИК „Труд“, София (2015), прев. Жана Тотева
- Under Gemini (1976)
Игрите на съдбата, ИК „Труд“, София (2016), прев. Жана Тотева
- Wild Mountain Thyme (1978)
Диво биле, ИК „Хемус“, София (1996), прев. Николай Гочев
- The Carousel (1982)
- Voices in Summer (1984)
- The Shell Seekers (1987)
Търсачите на раковини, изд.: „Аполон“, София (1994), прев. Пламен Иванов
Търсачите на миди, ИК „Труд“, София (2012), прев. Силвия Желева
- September (1990)
Септември, ИК „Труд“, София (2012), прев. Велислава Юрукова
- Coming Home (1995)
Завръщане у дома, ИК „Труд“, София (2013), прев. Роза Григорова (в 2 части)
- The Key (1996)
- Shadows (1999)
- Winter Solstice (2000)
Зимно слънцестоене, ИК „Труд“, София (2013), прев. Ирина Кючукова

#### Сборници с разкази
- The Blue Bedroom and Other Stories (1985)
- Flowers in the Rain: And Other Stories (1991)
- The Key (1996)
- A Place Like Home (2021)

## Филми на ZDF, излъчвани в България
- Облаци на хоризонта, Wolken am Horizont (1995)
- Лято на морето, Sommer am Meer (1995)
- Спящият тигър, Schlafender Tiger (1995)
- Краят на едно лято, Das Ende eines Sommers (1995)
- Игри на светлината, Lichterspiele (1996)
- Една необикновена любов, Eine besondere Liebe (1996)
- Снежна буря през пролетта, Schneesturm im Frühling (1996)
- Време за решение, Stunden der Entscheidung (1997)
- Вятър на надеждата, Wind der Hoffnung (1997)
- Заблудите на сърцето, Irrwege des Herzens (1997)
- Тръни в долината на цветята, Dornen im Tal der Blumen (1998)
- Мелодия на сърцата, Melodie der Herzen (1998)
- Чайки на вятъра, Möwen im Wind (1999)
- Магията на любовта, Magie der Liebe (1999)
- Рози в бурята, Rosen im Sturm (1999)
- Опасностите на любовта, Klippen der Liebe (1999)
- Време за прозрение, Zeit der Erkenntnis (2000)
- Дългият път към щастието, Der lange Weg zum Glück (2000)
- Зовът на миналото, Ruf der Vergangenheit (2000)
- Бряг на мечтите, Küste der Träume (2001)
- Розата на Керимор, Die Rose von Kerrymore (2001)
- Цветето на любовта, Blumen im Regen (2001)
- Кралицата на нощта, Königin der Nacht (2005)